# 리베카 홀
리베카 마리아 홀(영어: Rebecca Maria Hall, 1982년 5월 3일 ~ )은 잉글랜드의 배우, 영화 감독이다. 연극 배우로 데뷔했으며, 또 《프레스티지》, 《타운》, 《내 남자의 아내도 좋아》, 《아이언맨 3》 등의 영화에 출연했다.

## 작품 목록
영화
- 어웨이크닝 - 플로랜스 캐스카트 역
- 레이디 겜블러 - 베스 라이머 역
- 아이언맨 3 - 마야 헨센 역
- 프라이버시 - 클로디아 역
- 프라미스
- 트랜센던스 - 에블린 역
- 더 기프트 - 로빈 역
- 사랑과 음악사이 - 해나 역
- 마이 리틀 자이언트 - 메리 역
- 크리스틴 - 크리스틴 역
- 퍼미션
- 더 디너
- 원더우먼 스토리 - 엘리자베스 마스턴 역
- 레이니 데이 인 뉴욕 - 코니 다비도프 역
- 홈즈 앤 왓슨 - 그레이트 하트 박사 역
- 레이니 데이 인 뉴욕 - 롤란 폴라드 역
- 더 나이트 하우스
- 고질라 vs. 콩 - 아이린 앤드류스 역
- 고질라 X 콩: 뉴 엠파이어 - 아이린 앤드류스 역

드라마
- 퍼레이즈 엔드 - 에피소드 5 : 실비아 팃젠스 역